# 싱가포르 여자 축구 국가대표팀
싱가포르 여자 축구 국가대표팀은 싱가포르를 대표하는 여자 축구 국가대표팀으로 싱가포르 축구 협회에서 관리하고 있다. 아세안 챔피언십에서 4번의 우승을 차지한 남자 대표팀과는 달리 여자 대표팀은 축구 최약체로 손꼽히며 현재 FIFA 여자 월드컵과 하계 올림픽 본선 경험은 전무하다.

## 국제 대회 경력

### AFC 여자 아시안컵
1975년 대회를 시작으로 현재까지 7번의 여자 아시안컵 본선에 참가하여 그 다음 대회인 1977년 대회에서 3위를 기록하며 여자 아시안컵 역대 최고 성적을 남겼다.

### 아시안 게임
2022년 대회를 통해 처음으로 아시안 게임에 모습을 드러냈으나 북한과의 2연전에서 모두 패하며 조별리그에서 탈락했고 이 과정에서 무려 17골을 얻어맞았다.

### 아세안 여자 챔피언십
2004년 대회 첫 출전을 시작으로 현재까지 9번의 아세안 여자 챔피언십에 출전하여 9번의 대회에서 모두 단 1차례도 조별리그를 통과하지 못했다. 다만 2022년 대회에서 말레이시아와 비긴 뒤 같은 최약체팀인 인도네시아를 꺾으며 2004년 이후 18년만의 아세안 여자 챔피언십 1승 추가와 함께 싱가포르 여자 축구 역사상 아세안 여자 챔피언십 최고 성적을 기록했다.

### 동남아시아 경기 대회
동남아시아 경기 대회에는 6번 참가했고 이 가운데 처음으로 출전한 1985년 대회에서 은메달을 따긴 했지만 그 당시 출전팀은 단 3팀에 불과했고 그 이후에는 이렇다할 성과를 올리지 못했다. 그나마 2021년과 2023년 대회에서 모두 라오스를 꺾으며 1985년 이후 40년에 가까운 기간 끝에 동남아시아 경기 대회에서 감격적인 승리를 맛보았다.

## 역대 성적

### FIFA 여자 월드컵
- 1991년: 지역 예선 탈락
- 1995년 ~ 1999년: 불참
- 2003년 ~ 2007년: 지역 예선 탈락
- 2011년 ~ 2015년: 불참
- 2019년 ~ 2023년: 지역 예선 탈락

### AFC 여자 아시안컵
- 1975년: 조별리그
- 1977년: 3위
- 1980년: 불참
- 1981년: 조별리그
- 1983년: 4위
- 1986년 ~ 1989년: 불참
- 1991년: 조별리그
- 1993년 ~ 1999년: 불참
- 2001년 ~ 2003년: 조별리그
- 2006년 ~ 2008년: 예선 탈락
- 2010년 ~ 2014년: 불참
- 2018년 ~ 2022년: 예선 탈락

### 아시안 게임
- 1990년 ~ 2018년: 불참
- 2022년: 조별리그

### AFF 여자 챔피언십
- 2004년: 조별리그
- 2006년: 불참
- 2007년 ~ 2012년: 조별리그
- 2013년 ~ 2015년: 불참
- 2016년 ~ 2022년: 조별리그

### 동남아시아 경기 대회
- 1985년: 은메달
- 1995년: 5위
- 1997년: 불참
- 2001년 ~ 2003년: 조별리그
- 2005년 ~ 2019년 : 불참
- 2021년 ~ 2023년: 조별리그

## 같이 보기
- 싱가포르 축구 국가대표팀
- 싱가포르 축구 협회